# Prefettura apostolica di Ulan Bator
La prefettura apostolica di Ulan Bator (in latino Praefectura Apostolica Ulaanbaatarensis) è una sede della Chiesa cattolica in Mongolia. Nel 2022 contava 1.394 battezzati su 3.339.600 abitanti. È retta dal prefetto apostolico cardinale Giorgio Marengo, I.M.C.

## Territorio
La prefettura apostolica si estende su tutto il territorio dello stato della Mongolia.
Sede prefettizia è la città di Ulan Bator, dove si trova la cattedrale dei Santi Pietro e Paolo.
Il territorio è suddiviso in 8 parrocchie.

## Storia
La missione sui iuris della Mongolia Esterna fu eretta il 14 marzo 1922 con il breve In catholicae Ecclesiae di papa Pio XI, ricavandone il territorio dal vicariato apostolico della Mongolia centrale (oggi diocesi di Chongli-Xiwanzi); contestualmente la missione venne affidata agli stessi vicari apostolici.
Nel 1924 assume il nome di missione sui iuris di Urga in forza del decreto Vicarii et Praefecti della Congregazione di Propaganda Fide.
In seguito all'avvento del comunismo e alla nascita della Repubblica Popolare Mongola il cristianesimo scomparve dal Paese.
Con la fine dell'epoca comunista e l'instaurarsi delle relazioni diplomatiche fra Santa Sede e governo mongolo (1992), i missionari cattolici ritornarono in Mongolia.
Il 30 aprile 2002 l'antica missione sui iuris è stata elevata al rango di prefettura apostolica con la bolla De universa catholica di papa Giovanni Paolo II.
In occasione del ventennale della riapertura della missione in Mongolia, nel corso del 2012 sono state erette due nuove parrocchie: quella di Santa Sofia a Ulan Bator, e quella di Maria Madre della Misericordia a Arvajhėėr. In questo stesso anno il numero dei fedeli cattolici è salito a 835.
Il 28 agosto 2016 è stato ordinato il primo sacerdote nativo della Mongolia.

## Cronotassi degli ordinari
- Jerome Van Aertselaer, C.I.C.M. † (1922 - 12 gennaio 1924 deceduto)
- Everard Ter Laak, C.I.C.M. † (12 gennaio 1924 succeduto - 5 maggio 1931 deceduto)
  - Sede vacante (1931-1992)
- Wenceslao Selga Padilla, C.I.C.M. † (19 aprile 1992 - 25 settembre 2018 deceduto)
- Giorgio Marengo, I.M.C., dal 2 aprile 2020

## Statistiche
La prefettura apostolica nel 2022 su una popolazione di 3.339.600 persone contava 1.394 battezzati, corrispondenti allo 0,0% del totale.
| anno | popolazione | popolazione | popolazione | presbiteri | presbiteri | presbiteri | presbiteri                | diaconi | religiosi | religiosi | parrocchie |
| anno | battezzati  | totale      | %           | numero     | secolari   | regolari   | battezzati per presbitero | diaconi | uomini    | donne     | parrocchie |
| ---- | ----------- | ----------- | ----------- | ---------- | ---------- | ---------- | ------------------------- | ------- | --------- | --------- | ---------- |
| 2001 | 94          | 2.400.000   | 0,0         | 6          | 2          | 4          | 15                        |         | 7         | 14        | 1          |
| 2002 | 114         | 2.400.000   | 0,0         | 9          | 2          | 7          | 12                        |         | 17        | 17        | 1          |
| 2003 | 132         | 2.400.000   | 0,0         | 11         | 2          | 9          | 12                        |         | 13        | 23        | 2          |
| 2004 | 168         | 2.400.000   | 0,0         | 14         | 2          | 12         | 12                        |         | 14        | 27        | 3          |
| 2005 | 215         | 2.400.000   | 0,0         | 15         | 3          | 12         | 14                        |         | 18        | 29        | 3          |
| 2010 | 656         | 2.955.800   | 0,0         | 20         | 5          | 15         | 32                        |         | 20        | 45        | 4          |
| 2014 | 919         | 3.227.000   | 0,0         | 17         | 3          | 14         | 54                        |         | 18        | 43        | 6          |
| 2017 | 1.222       | 3.046.396   | 0,0         | 33         | 7          | 26         | 37                        |         | 30        | 44        | 6          |
| 2020 | 1.354       | 3.278.290   | 0,0         | 23         | 5          | 18         | 58                        |         | 29        | 36        | 9          |
| 2022 | 1.394       | 3.339.600   | 0,0         | 25         | 6          | 19         | 55                        |         | 30        | 33        | 8          |